# Razas de perros hipoalergénicas

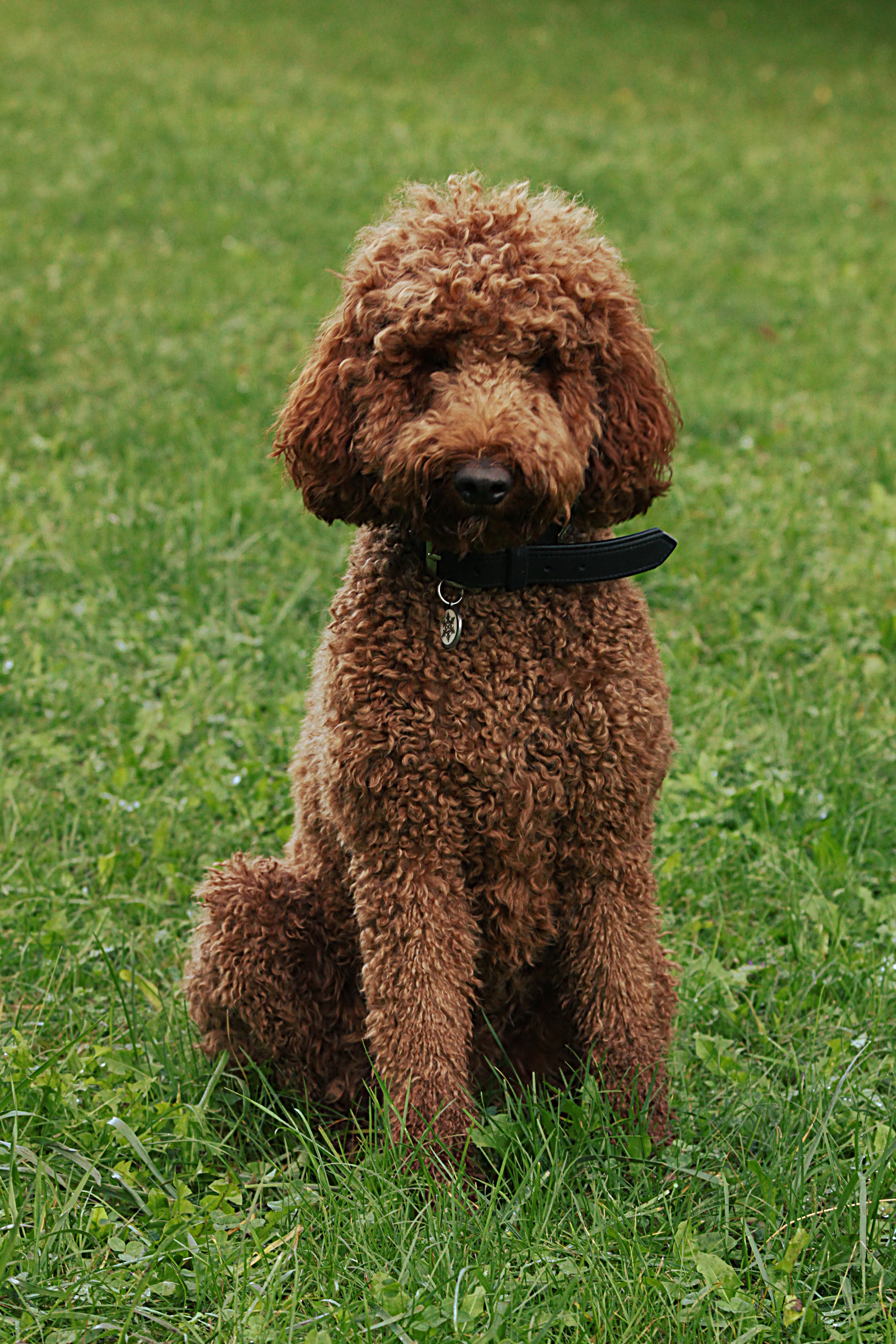
Los caniches son bien conocidos por su pelaje de capa única y de muda mínima, y son el origen de variedades comercializadas como "aptas para personas alérgicas".

Las razas de perros hipoalergénicas son razas caninas (o cruzas de razas) se dice son más seguras que otras razas para aquellas personas alérgicas, aunque según un artículo del New York Times los alergólogos creen que "todas las teorías sobre razas seguras son sólo expresiones de deseos". Los alergólogos reconocen que a veces un paciente alérgico en particular puede tolerar un cierto tipo de perro, pero existe consenso en el sentido que "la suerte que han tenido algunos en la elección de sus mascotas no puede ser generalizada a un patrón que se ajuste a todas las personas y todas las razas de perros."
Para la mayoría de las personas el principal alérgeno es una proteína que se encuentra en la saliva y la caspa y escoriaciones de la piel del perro, producida por las glándulas sebáceas. Según las declaraciones del Dr. Wanda Phipatanakul, jefe del Comité de Alérgenos Internos de la American Academy of Allergy, Asthma, and Immunology a la revista U.S. News & World Report "Aun si usted posee un perro sin pelo, el mismo producirá alérgeno de todas maneras,".
La creencia de que algunas razas de perros son hipoalergénicas se basa en la idea que estos animales secretan menos alérgenos irritantes que otras razas, aunque no existe evidencia científica seria que soporte esta idea. Las razas que pierden el pelo en menor cantidad se cree también que son hipoalergénicas, ya que se cree que la caspa y escoriaciones de la piel del perro y su saliva se adhieren al pelo y no son liberadas al medio ambiente; pero esto no ha sido demostrado. 

## Lista de razas de perros hipoalergénicas
Existen numerosas listas que especulan sobre qué razas son hipoalergénicas, sin embargo no existe evidencia científica seria que confirme que ciertas razas sean hipoalergénicas. El grado en que un tipo particular de perro es hipoalergénico para una persona en particular puede variar en las características de la persona.
A continuación se incluye una lista de razas que son mencionadas como hipoalergénicas, que podrían explicar su muy bajo alérgeno. Estas listas son de fuentes científicas creadas por doctores, o veterinarios.
Todos los perros pierden algo de pelo, pero algunos como el Fox terrier de pelo duro no pierden nada de pelo ya que su pelaje está adaptado para eliminar la caspa, su saliva es adherida por su pelaje así que tampoco hay que preocuparse de ello también sucede esto con otras razas como los Schnauzer, los Caniche Toy y los Airedale terriers. Inhalar pelo de perro o caspa, o ser lamido por un perro puede disparar una reacción en una persona sensible.
| Airedale terrier                  | No pierde pelo [cita requerida] |
| Terrier americano sin pelo        | Sin pelo/Sin caspa[cita requerida] |
| Basenji                           | No pierde pelo. https://www.mascotasmania.es/perros/perros-hipoalergenicos/#penci-10-Basenji [cita requerida]                                            |
| Bedlington terrier                | No pierde pelo |
| Border Collie                     | El pH del pelo es igual al del pelo humano[cita requerida]                                                                                               |
| Collie                            | Pierde muy poco pelo |
| Bichón boloñés                    | No pierde pelo |
| Cairn terrier                     | Pierde muy poco pelo [cita requerida] |
| Crestado chino                    | Posee muy poco pelo, pierde poco pero aun así tiene saliva y caspa                                                                                       |
| Coton de Tulear                   | No pierde pelo |
| Dandie Dinmont terrier            | No pierde pelo |
| Fox terrier de pelo duro          | No pierde pelo [cita requerida] |
| Galgo inglés                      | Pelo corto, single coat |
| Goldendoodle                      | Cruza con poodle, si el pelaje es heredado del padre poodle no perderá pelo, si el pelaje proviene del padre Golden Retriever, en cambio si perderá pelo |
| Bichón habanero                   | No pierde pelo |
| Perro de agua irlandés            | No pierde pelo |
| Lebrel italiano                   | Pelo corto, pelaje simple |
| Kerry blue terrier                | Pelaje simple, pelo corto, pierde menos |
| Bichón maltés                     | No pierde pelo |
| Perro de agua español             | No pierde pelo |
| Perro sin pelo del Perú           | Sin pelo |
| Caniches de todos los tamaños     | No pierden pelo |
| Perro de agua portugués           | No pierde pelo |
| Puli                              | No pierde pelo |
| Schnauzers de todos los tamaños   | Pelo corto, pierde menos |
| Terrier escocés                   | No pierde pelo. [cita requerida] |
| Samoyedo                          | Sin Caspa. https://www.expertoanimal.com/las-mejores-razas-de-perros-para-alergicos-20756.html#anchor_8[cita requerida]                                  |
| Sealyham terrier                  | No pierde pelo. Produce menos caspa. [cita requerida] |
| Silky terrier australiano         | No pierde pelo, pero se desprende si se peina. [cita requerida]                                                                                          |
| Irish soft coated wheaten terrier | No pierde pelo |
| Terrier galés                     | No pierde pelo [cita requerida] |
| West Highland white terrier       | Pierde poco pelo [cita requerida] |
| Yorkshire terrier                 | No pierde pelo, pero se desprende si se peina. Tiene el mismo pH que el pelo humano[cita requerida]                                                      |
| Xoloitzcuintle                    | Sin pelo pero aun así tendrá caspa y saliva |